# Травник
Травник е село в Североизточна България. То се намира в община Каварна, област Добрич.

## История
През Османския период и след Освобождението селото носи названието Яплъджа.
На 14 юни 1929 г. румънските власти в селото регистрират нападения, опити за самоуправство и побой от страна на румънски колонисти над жители на селото.

## Население
Преброяване на населението през 2011 г.
Численост и дял на етническите групи според преброяването на населението през 2011 г.:
|                     | Численост | Дял (в %) |
| Общо                | 8         | 100,00    |
| Българи             | 0         | 0,00      |
| Турци               | 4         | 50,00     |
| Цигани              | 0         | 0,00      |
| Други               | 0         | 0,00      |
| Не се самоопределят | 0         | 0,00      |
| Неотговорили        | 0         | 0,00      |